# Facultatea de Litere a Universității din București

Frontonul Facultății de Litere

Facultatea de Litere este o instituție de învățământ superior cu profil filologic care funcționează în cadrul Universității din București. Este situată pe strada Edgar Quinet, numărul 5-7, în vechea aripă a Palatului Universității din București.

## Fondarea
Facultatea de Litere din București a fost fondată pe data de 2 noiembrie 1863. Inițial purta titulatura de Școala Superioară de Litere. Un an mai târziu, prin fondarea Universității din București în 1864, la inițiativa regelui Carol I, va deveni parte a noii structuri academice, sub titulatura Facultate de Litere și Filosofie, pe care a păstrat-o până la reforma din 1947. La început studiile durau 2 ani, în 1866 s-a trecut la 3 ani, iar din 1866 s-a ales o perioadă de 4 ani. Din 1891 Facultatea de Litere avea 3 secții, Filologie, Filosofie și Istorie, iar după 1900 existau 4 secții: Filosofie, Filologie clasică, Filologie modernă, Istorie. Treptat însă secțiile de filosofie și istorie au devenit autonome și s-au despărțit de corpul filologic. În anul universitar 1864-1865 existau doar 22 de studenți înscriși la 6 cursuri, în 1878 existau deja 9 catedre (departamente), iar în anul de apogeu 1937-1938 50 de profesori din 31 de catedre susțineau cursuri pentru 3035 de studenți. Cu precizarea că această cifră reprezenta numărul studenților înscriși nu și pe cel al studenților audienți, care era, probabil, sensibil mai mic.

## Istoric

Intrarea din strada Edgar Quinet

Facultatea de Litere din Universitatea din București a dispus în perioada interbelică de un corp profesoral de mare valoare, format în majoritatea sa la universități din Franța și din Germania. Facultatea de Litere a fost ilustrată de un număr impresionant de creatori de școală în domeniul filologiei, care s-au distins și prin eforturile de a dezvolta cercetarea științifică. Putem enumera în acest context personalități precum: August Treboniu Laurian - primul decan al facultății, 1865-1882, Titu Maiorescu, Ioan Bogdan, Ovid Densușianu, Ion Bianu, Mihail Dragomirescu, Eugen Lovinescu, Alexandru Rosetti, Ion Aurel Candrea, Nicolae Cartojan, Dumitru Caracostea, Ștefan Ciobanu, Tache Papahagi, Theodor Capidan, Iorgu Iordan, Boris Cazacu, Ion Coteanu, George Călinescu, Șerban Cioculescu, Tudor Vianu, Silvian Iosifescu, Alexandru Piru, Zoe Dumitrescu-Bușulenga, Alexandru Graur, Dimitrie Macrea, Vladimir Streinu, Mihai Pop, Emanuel Vasiliu, Ovid S. Crohmălniceanu ș.a.
Evident, la această listă se adaugă un număr mare de istorici, filosofi sau sociologi, Nicolae Iorga, Emil Cioran, Dimitrie Onciul, Titu Maiorescu, Constantin Rădulescu-Motru, Dimitrie Gusti, Constantin Giurescu, Vasile Pârvan.
Seminariile au fost inițiate în anul 1892. Inițial existau doar trei funcții didactice, cea de asistent, conferențiar sau profesor. Până în 1947 femeile puteau accede doar la titlul universitar de conferențiar, cel de profesor fiind rezervat exclusiv bărbaților.
Potențialul cultural al facultății a fost susținut și de o intensă activitate publicistică; în fruntea unor instituții, asociații figurau profesorii facultății; Fundația pentru Literatură și Artă ,,Regele Carol II ”, condusă de Alexandru Rosetti, edita, între altele, Revista Fundațiilor Regale. Prestigiul internațional al facultății, al Universității din București, a fost realizat prin editarea și tipărirea lucrărilor științifice ale profesorilor și prin „crearea” unui centru de formare a specialiștilor în filologie.
După reforma comunistă din 1947 corpul profesoral a suferit unele schimbări impuse de modificările ideologice, Facultatea de Litere și cea de Filosofie s-au despărțit iar o parte dintre profesori au fost obligați să se retragă de la catedre, din cauza unor divergențe de opinie cu noul regim. Astfel, George Călinescu a devenit directorul Institutului de Istorie și Teorie literară, care în prezent îi poartă numele.
În locul celor îndepărtați au fost aduși noi profesori, dintre care foarte puțini au avut ulterior și o activitate științifică, în majoritate fiind foști ilegaliști comuniști, participanți ei înșiși la campaniile de defăimare și la comisiile de epurare a elitelor românești. Structurile de partid nou create în facultate au controlat activitatea comunității studențești și au recurs la reprimarea manifestărilor de libertate și de gândire democrată, prin exmatriculări și interdicții de reînmatriculare, prin arestări și chiar uciderea studenților în închisori. Discursul ideologic comunist a fost prezent în programa universitară (prin cursuri) și în viața comunității (prin organizarea structurilor politice pentru cadrele didactice și pentru studenți), ca de altfel în toată societatea românească până în 1989.
Până la începutul anilor ’90, schema de organizare a facultății a fluctuat, incluzând mai multe catedre (Istoria limbii române, Istoria literaturii române vechi și folclor, Istoria literaturii române moderne, Limba română contemporană, Lingvistică generală, Teoria literaturii, Literatură universal și comparată), care, în timp, s-au reconfigurat, s-au redus ca număr, prin comasare.

## Literele, azi[5]

Felinarul cu monograma Universității, detaliu

După Revoluția din 1989, Facultatea de Litere din București se prezintă în fața studenților cu o echipă profesorală puternică, bine pregatită, gata să răspundă provocărilor noilor tehnologii și antrenată in procesul de modernizare a metodelor de predare, declanșat de Conferința Rectorilor de la Bologna.
Facultatea propune la ora actuală, în cadrul specializărilor sale (Limba și literatura română – limbă și literatură străină; Literatură universală și comparată – limbă și literatură străină; Studii europene; Etnologie; Comunicare și relații publice; Științe ale informării și documentării; Asistență managerială și secretariat), programe de licență de trei ani (învățământ cu frecvență) și 12 programe specializate de masterat acreditate de către ARACIS (Studii literare românești; Studii avansate în lingvistică – structura și funcționarea limbii române; Teoria literaturii și literatură comparată; Etnologie, antropologie culturală și folclor; Teoria și practica editării; Didactici ale disciplinelor filologice; Cultură și politică în context european și internațional; Cultură și civilizație ebraică; Gestionarea informației în societatea contemporană; Consultanță și expertiză în publicitate; Modele de comunicare și relații publice; Managementul informației și al documentelor).
În relație cu acestea se află Școala Doctorală, al șaselea departament al facultății, cu două direcții de cercetare filologică (Studii literare și Lingvistică). Totodată, pentru specializarea Comunicare și relații publice se organizează și învățământ cu frecvență redusă, în cadrul unei structuri departamentale separate.

## Departamente
- Departamentul de Studii literare
- Departamentul de Lingvistică
- Departamentul de Studii culturale
- Departamentul de Științe ale comunicarii
- Departamentul de Științe administrative
- Centrul de studii ebraice „Goldstein Goren”
- Departamentul ID - Litere
- Școala Doctorală Litere
- Școala Doctorală „Spațiu, Imagine, Text, Teritoriu”

## Centre de cercetare
- Centrul de studii europene
- Centrul de studii ebraice Goldstein-Goren
- Centrul de lingvistică computațională
- Centrul de cercetări de etnologie și folclor
- Centrul de studii interdisciplinare în științele comunicării și relații publice
- Centrul interdisciplinar de studii culturale europene și românești „Tudor Vianu“ Arhivat în 4 decembrie 2008, la Wayback Machine.
- Centrul de Cercetare pentru Informație Digitală
- Centrul de Lingvistică Teoretică și Aplicată (CLTA)

## Departamente ale Facultății de Litere[6]

### Departamentul de Studii literare
- Director Departament: Conf. dr. George Ardeleanu

Membri titulari
- Prof. dr. Liviu Papadima
- Prof. dr. Ion Bogdan Lefter
- Prof. dr. Ovidiu Verdeș
- Prof. dr. Caius Dobrescu
- Prof. dr. Mircea Cărtărescu
- Prof. dr. Ioana Pârvulescu
- Prof. dr. Mircea Vasilescu
- Prof. dr. Carmen Mușat
- Conf. dr. Ion Manolescu
- Conf. dr. Daniel Cristea-Enache
- Conf. dr. Gabriel Mihăilescu
- Conf. dr. Elena Ionescu
- Conf. dr. Alexandra Vrânceanu
- Conf. dr. Răzvan Voncu
- Conf. dr. Simona Popescu
- Conf. dr. Paul Cernat
- Conf. dr. Romanița Constantinescu
- Conf. dr. Delia Ungureanu
- Conf. dr. Magdalena Răduță
- Lect. dr. Sebastian Vlad Popa
- Lect. dr. Emil Moangă
- Lect. dr. Catrinel Popa
- Lect. dr. Ruxandra Iordache
- Lect. dr. Iulian Băicuș
- Lect. dr. Cosmin Ciotloș
- Asist. dr. Minodora Bucur
- Asist. dr. Bogdan Tănase
- Asist. dr. Luminița Marcu
- Asist. dr. Bogdan Firică
- Asist. dr. Roxana Eichel

Profesori emeriți:
- Prof. dr. Mircea Anghelescu
- Prof. dr. Paul Cornea
- Prof. dr. Ștefan Cazimir
- Prof. dr. Elena Filipaș
- Prof. dr. Nicolae Manolescu
- Prof. dr. Mircea Martin
- Prof. dr. Dumitru Micu
- Prof. dr. Florin Mihailescu
- Prof. dr. Mihai Moraru
- Prof. dr. Eugen Negrici
- Prof. dr. Eugen Simion
- Prof. dr. Mihai Zamfir

### Departamentul de Lingvistică
- Director Departament Prof. dr. Rodica Zafiu

Membri titulari
- Prof. dr. Rodica Zafiu
- Prof. dr. Emil Ionescu
- Prof. dr. Adriana Stoichițoiu-Ichim
- Prof. dr. Andra Vasilescu
- Prof. dr. Ariadna Paula Domnica Ștefănescu
- Prof. dr. Camelia Stan
- Prof. dr. Liviu Groza
- Prof. dr. Cristian Moroianu
- Prof. dr. Ioana Valentina Murăruș
- Conf. dr. Alice Toma
- Conf. dr. Isabela Nedelcu
- Conf. dr. Camelia Ușurelu
- Conf. dr. Florentina Sâmihăian
- Conf. dr. Adina Dragomirescu
- Conf. dr. Oana Uță
- Lect. dr. Cezar Cristian Bălășoiu
- Lect. dr. Claudia Mariana Ene
- Lect. dr. Helga Oprea
- Lect. dr. Mihaela Constantinescu
- Lect. dr. Melania Roibu
- Lect. dr. Raluca Brăescu
- Lect. dr. Andreea Soare
- Lect. dr. Andrea Ghiță
- Lect. dr. Gabriela Stoica
- Lect. dr. Alexandru Nicolae
- Asist. dr. Mădălina Ramona Tăbăcitu
- Asist. dr. Andreea Victoria Grigore

Profesori Emeriți:
- Prof. dr. Gabriela Pană Dindelegan
- Prof. dr. Angela Bidu Vrînceanu
- Prof. dr. Grigore Brâncuș
- Prof. dr. Maria Cătănescu
- Prof. dr. Florica Dimitrescu
- Prof. dr. Valeria Guțu Romalo
- Prof. dr. Liliana Ionescu-Ruxăndoiu
- Prof. dr. Mihaela Mancaș
- Prof. dr. Nicolae Saramandu
- Prof. dr. Gheorghe Chivu

### Departamentul de Științe ale Comunicării[7]
- Director de departament: conf. dr. Alexandra Crăciun

Membrii Colectivului de Comunicare și Relații Publice
- Conf. dr. Silvia Barutcieff
- Conf. dr. Cristina Mădălina Bogdan
- Conf. dr. Cătălin D. Constantin
- Conf. dr. Alexandru Ofrim
- Lect. dr. Olga Carmen Bălănescu
- Lect. dr. Eugen Istodor
- Lect. dr. Fernanda Osman
- Lect. dr. Ana Maria Teodorescu
- Lect. dr. Adela Toplean
- Asist. drd. Bogdan Dumitru

Profesori emeriți:
- Prof. dr. Monica Spiridon
- Prof. dr. Mihai Dinu

Membrii colectivului de Științe ale informării și documentării:
- Prof. dr. Ionel Enache

- Conf.dr. Simona Maria Antonescu
- Conf. dr. Octavia Luciana Madge
- Conf. dr. Cristina Popescu
- Lect. dr. Laurențiu Dorel Avram
- Lect. dr. Gabriela Băran
- Lect. dr. Robert Florin Coravu
- Lect. dr. Simona Fortin
- Lect. dr. Gabriela Jurubiță

Profesori emeriți:
- Prof. dr. Mircea Regneală
- Prof. dr. Ion Stoica

### Departamentul de Studii Culturale
- Șef Catedră: Prof. dr. Mihaela Constantinescu

Membrii colectivului de studii europene:
- Prof. dr. Andrei Cornea
- Prof. dr. Andrei Siperco
- Conf. dr. Simona Drăgan
- Lect. dr. Miroslav Tașcu-Stavre
- Lect. dr. Cornel Aurelian Micu
- Lect. dr. Filip Iorga
- Lect. dr. Ramona Marinache
- Asist. dr. Oana Preda
- Asist. dr. Emil Bucur

Membrii colectivului de Etnologie:
- Prof. dr. Rodica Zane
- Prof. dr. Narcisa Știucă
- Conf. dr. Ioana Fruntelată
- Conf. dr. Lucia Ofrim
- Lect. dr. Adrian Stoicescu

Profesori emeriți:
- Prof. dr. Silviu Angelescu
- Prof. dr. Nicolae Constantinescu

### Departamentul de Științe Administrative
- Șef departament: Conf. dr. Niculina Vârgolici

Membri titulari
- Prof. dr. Oana-Simona Iucu-Bumbu
- Prof. dr. Elena Tîrziman
- Lect. dr. Nicoleta-Cristina Albu
- Lect. dr. Mihail Dumitrache
- Lect. dr. Ioana Vasiloiu
- Asist. drd. Monica Florea

## Contacte internaționale
Catedra de Limba română a facultății organizează cursuri de limba română pentru studenții străini înscriși în anul pregătitor.
Pentru cunoașterea limbii, culturii si civilizației române în afara țării, s-au organizat lectorate de română în Franța (Grenoble, Saint Etienne), Italia (Roma, Pisa, Padova), Olanda (Amsterdam), Austria (Viena), Coreea de Sud (Seul). Facultatea de Litere a inițiat parteneriate interuniversitare cu: Universitatea ”Paul Valéry” din Montpellier, Universitatea din Tel Aviv , Universitatea „Sapienza ”din Roma, Universitatea „Hankuk” din Seul, Universitatea din Bochum, Institutul de Romanistică din Viena, Institutul Cultural din Veneția, Universitatea din Bordeaux.

## Secții
- Biblioteconomie și științele informării și documentării
- Comunicare socială și relații publice,
- Comunicare socială și relații publice - IDD
- Literatură universală și comparată - O limbă și literatura străină
- Asistență managerială și secretariat
- Limba și literatura română - O limbă și literatura străină
- Limba și literatura română - O limbă și literatura străină - IDD
- Limba și literatura română - O limbă și literatura străină - frecvență redusă
- Relații internaționale. Studii europene

## Masterate
- Cultură și civilizație ebraică, 2 ani
- Etnologie, antropologie culturală și folclor
- Modele de comunicare și relații publice
- Managementul informației și al documentelor
- Didactici ale disciplinelor filologice
- Teoria și practica editării
- Gestionarea informației în societatea contemporană
- Consultanță și expertiză în publicitate
- Teoria literaturii și literatură comparată
- Studii avansate în lingvistică-structura și funcționarea limbii române
- Studii literare românești
- Cultură și politică în context european și internațional

## Studii Postuniversitare
- De perfecționare :
- Biblioteconomie - 1 an (perfectionarea bibliotecarilor cu examen de licență, pentru cei care nu au studii de specialitate
- Comunicare și relații publice - 1 an (perfecționarea specialiștilor din agențiile de publicitate)

## Școala Doctorală Litere
Școala Doctorală Litere (SDL) este un centru de cercetare și performanță academică de înalt nivel. SDL funcționeză în Domeniul fundamental științe umaniste.  Facultatea de Litere a acordat primul titlu de doctor in filologie în anul 1905.

## Școala Doctorală „Spațiu, Imagine, Text, Teritoriu”
Școala doctorală „Spațiu, Imagine, Text, Teritoriu” (SD-SITT) și este un departament inter- și pluri-disciplinar de studii din domeniul „Științe umaniste și arte”. SD-SITT funcționează în cadrul Facultății de Litere și este organizată, în baza unui acord de parteneriat de către Centrul de Excelență în Studiul Imaginii al Universității din București.  Facultatea de Litere a acordat primul titlu de doctor in filologie în anul 1905.